# Suita City Football Stadium
Das Shiritsu Suita Soccer Stadium („Städtisches Fußballstadion Suita“; jap. 市立吹田サッカースタジアム, Shiritsu Suita Sakkā Sutajiamu; englisch Suita City Football Stadium) ist ein Fußballstadion in der Stadt Suita im Norden der westjapanischen Präfektur Osaka. Es ist die neue Spielstätte des Fußballvereins Gamba Osaka aus der J1 League und bietet 39.694 Plätze, davon sind 1.248 V.I.P.-Plätze und 414 behindertengerechte Plätze. Es wird auch als Gamba Osaka Stadium bezeichnet. Die alte Heimat von Gamba, das Osaka Expo ’70 Stadion, liegt nur rund 700 Meter nördlich des Suita City Football Stadium.

## Geschichte
Die Idee zu einer neuen Spielstätte von Gamba Osaka stammt aus dem Jahr 2007. Die jetzige Spielstätte Osaka Expo ’70 Stadion wurde bereits 1972 eröffnet und entspricht aus heutiger Sicht nicht den modernen Anforderungen der J. League wie auch dem internationalen Fußball. So fehlt unter anderem jegliche Überdachung der Ränge und eine Leichtathletikanlage trennt die Zuschauer weit vom Spielfeld ab. Der erste Stadionentwurf mit einem Kostenrahmen von 15 Milliarden ¥ wurde 2008 vorgelegt. Zur damaligen Zeit war das Stadion noch für 32.000 Zuschauer konzipiert. Im Rahmen des Bewerbung Japans um die Fußball-Weltmeisterschaft 2022 steigerte man die Zahl 2013 auf 40.000 Zuschauer.
Erst am 13. Dezember 2013 konnte der Bau gestartet werden. Nach der Fertigstellung wurde das hauptsächlich durch Spenden ermöglichte Fußballarena an die Stadt übergeben. Betrieben wird es vom Fußballclub Gamba Osaka. Die Zuschauerplätze auf den doppelstöckigen Tribünen werden komplett von einer achteckigen Dachkonstruktion im Stahlrahmen überdacht. Die Ränge im kompakt gebauten Stadioninnenraum sind nur zwischen sieben und zehn Meter vom Spielfeldrand entfernt. Bei der Umsetzung der neuen Heimstätte vom Gamba wurde auch auf die Ökologie und Energieeffizienz geachtet. Auf Teilen des Daches wurde eine Photovoltaikanlage mit einem 500 kW-Solarkraftwerk installiert. Anfallendes Regenwasser wird aufgefangen und die Hälfte davon (5.500 Tonnen) für die Stadiontoiletten verwendet. Die Flutlichtanlage ist mit stromsparender LED-Technik ausgestattet. Es ist das erste System dieser Art in einem japanischen Stadion und reduziert den Verbrauch um 27 %. Durch die spezielle Form des Daches konnten 40 % der Stahlmenge eingespart werden. Trotz des reduzierten Einsatzes von Stahl, ist das Stadion erdbebensicher gebaut. Im Stadiongebäude wurden für den Fall einer Naturkatastrophen ein großer, öffentlicher Schutzraum und ein Lager mit Lebensmitteln und Wasser (480 m²) eingerichtet. Der Schutzraum bietet kurzzeitig bis zu 800 Menschen Platz.
Das erste Fußballspiel fand am 14. Februar 2016 in der neuen Heimat statt. Es trafen in einem Preseason-Spiel vor mehr als 35.000 Zuschauern die Hausherren von Gamba Osaka und Nagoya Grampus Eight (3:1) aufeinander. Die erste offizielle Partie wird im Rahmen der J1 League am 28. Februar 2016 gegen die Kashima Antlers ausgetragen. Das Suita City Football Stadium ist das erste Stadion in Japan, das durch Spenden finanziert wurde. Die Spender wurden durch einzelne Plaketten im Stadion verewigt.
Im Dezember 2016 war das Suita City Football Stadium neben dem Nissan-Stadion in Yokohama Austragungsort der FIFA-Klub-Weltmeisterschaft.
Im Dezember 2017 unterzeichneten die Stadt Suita und die Panasonic Corporation einen Sponsorenvertrag. Seit dem 1. Januar 2018 trägt das Fußballstadion den Sponsorennamen Panasonic Stadium Suita.

## Finanzierung
Die Baukosten der Fußballarena wurde größtenteils durch eine Fundraising-Organisation durch Spenden aufgebracht. Ein Kostenrahmen von 14 Milliarden ¥ wurde vorgegeben. Durch Spenden von 721 Firmen kamen fast zehn Milliarden ¥ zusammen und die Stadt steuerte rund 3,255 Milliarden ¥ hinzu. Die Zahl von 34.627 privaten Spendern trugen 622 Millionen ¥ bei. Im Juni 2015 meldet Gamba Osaka, das man die vorgegebene Summe erreicht hat. Die Gesamtsumme betrug 14.085.665.383 ¥. Viele der privaten Spender wurden zu einer Besichtigung der Spielstätte am 10. Oktober 2015 eingeladen.
Das Fundraising endete offiziell am 14. März 2015. Bis dahin kamen rund 13,8 Milliarden Yen zusammen. Mitte 2015 meldete Gamba Osaka die komplette Deckung der Baukosten.
|                     | Spendenbeträge   | Anzahl |
| ------------------- | ---------------- | ------ |
| Unternehmensspenden | 9.950.186.535 ¥  | 721    |
| Einzelspenden       | 622.152.091 ¥    | 34.627 |
| Zuschüsse           | 3.254.950.000 ¥  | —      |
| Gesamtbetrag        | 13.827.288.626 ¥ | —      |

## Galerie

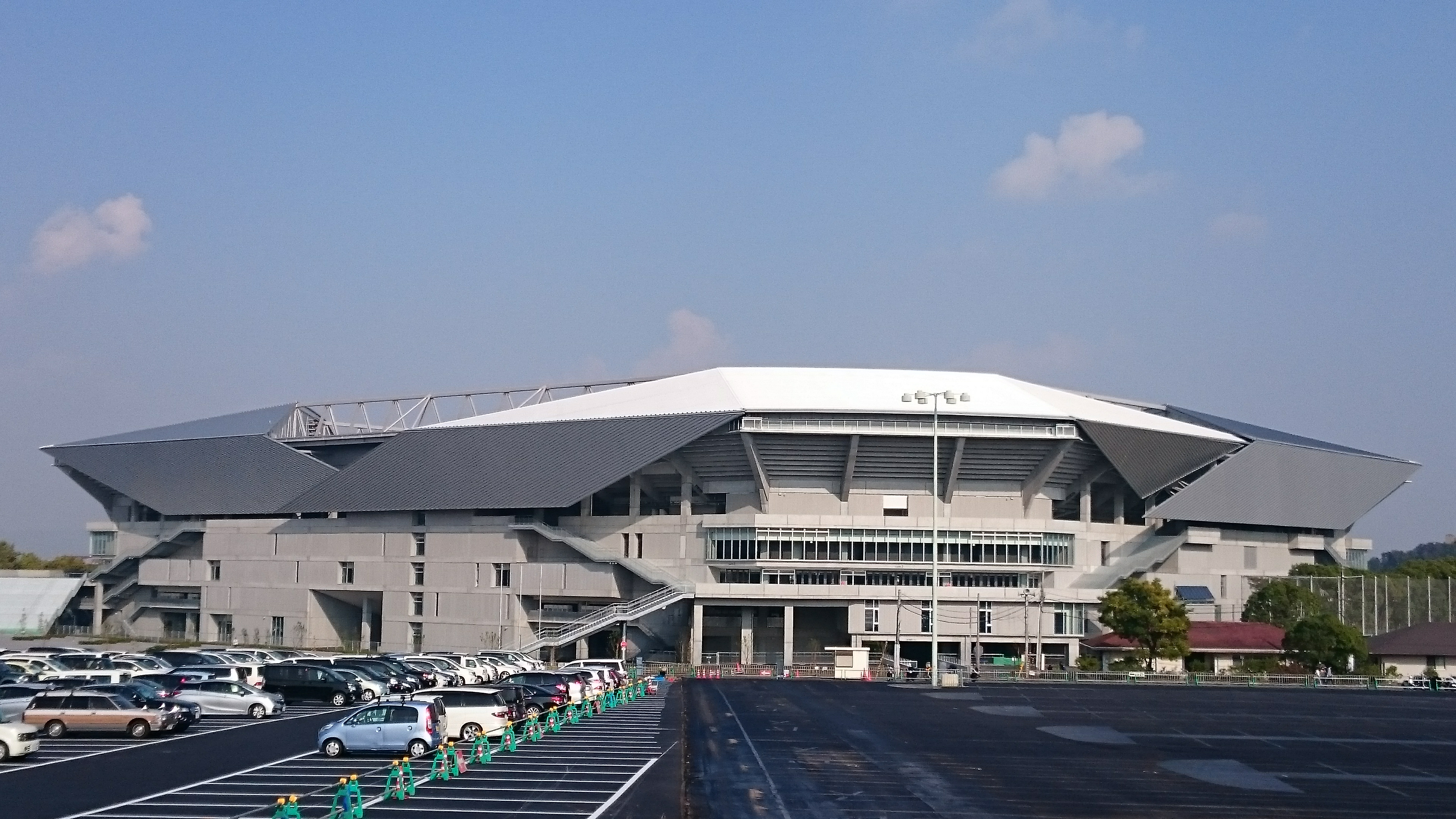
Außenansicht vom Oktober 2015